# Bướm phượng xanh đuôi nheo
Bướm phượng xanh đuôi nheo (danh pháp hai phần:Lamproptera meges) là một loài bướm được tìm thấy ở một số vùng của Nam Á và Đông Nam Á. Chúng thuộc chi Dragontail, Lamproptera, họ Swallowtail (Papilionidae).

## Mô tả

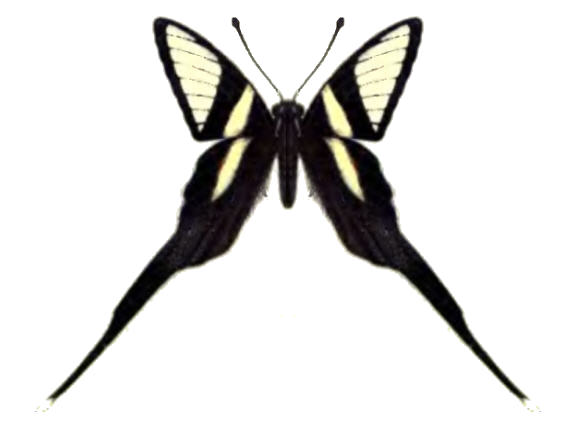

## Phân bố
Loài bướm này được tìm thấy ở Ấn Độ (Assam). Chúng cũng được tìm thấy ở Burma, Thái Lan, Lào, Việt Nam, Nam Trung Hoa, Kampuchea, Malaysia, quần đảo Indonesian, Brunei và Philippine.

## Tình trạng
Green Dragontail không bị đe doạ trong hầu hết trong vùng sinh sống của nó nhưng được xem là dễ bị tổn thương và cần được bảo vệ ở bán đảo Malaysia.

## Thức ăn
Cũng như các loài trong cùng chi, ấu trùng ăn các loài thực vật trong chi Illigera, điển hình như Illigera burmanica.

## Hình ảnh

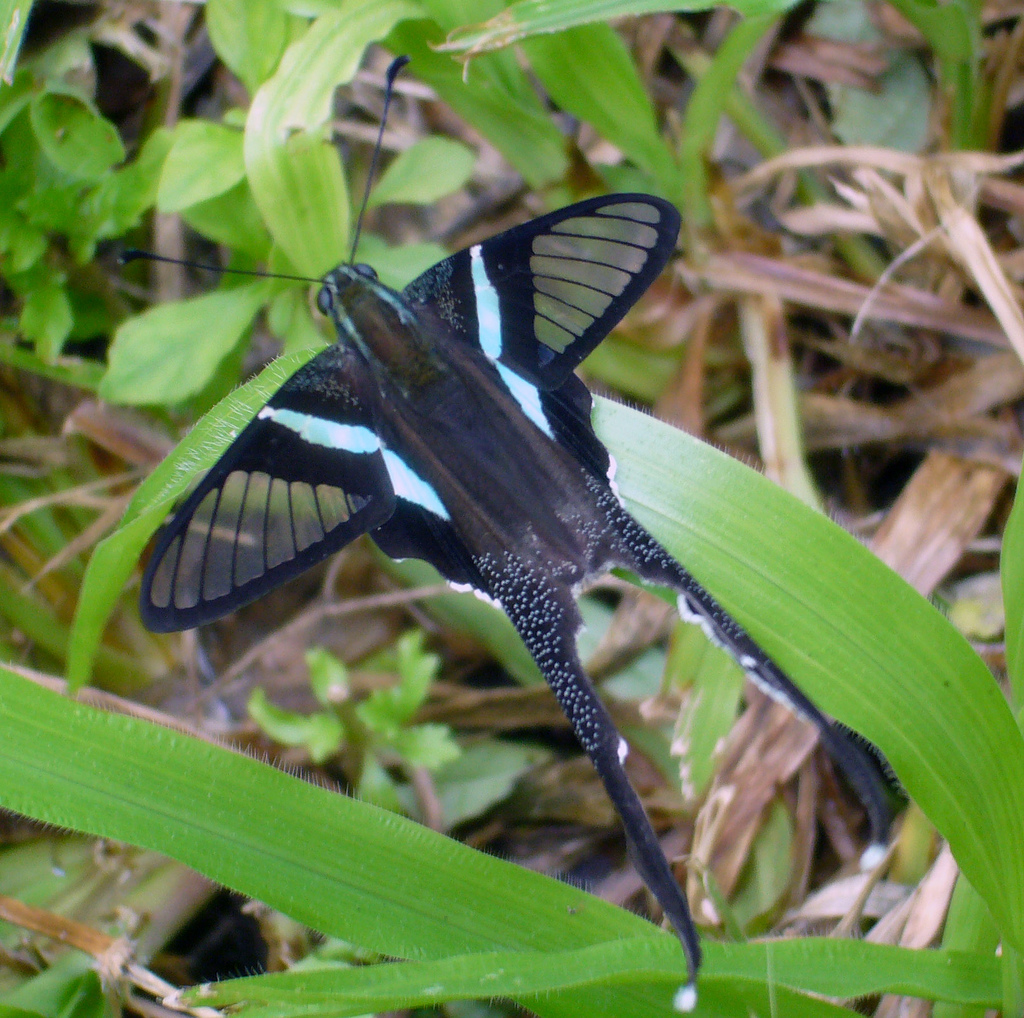
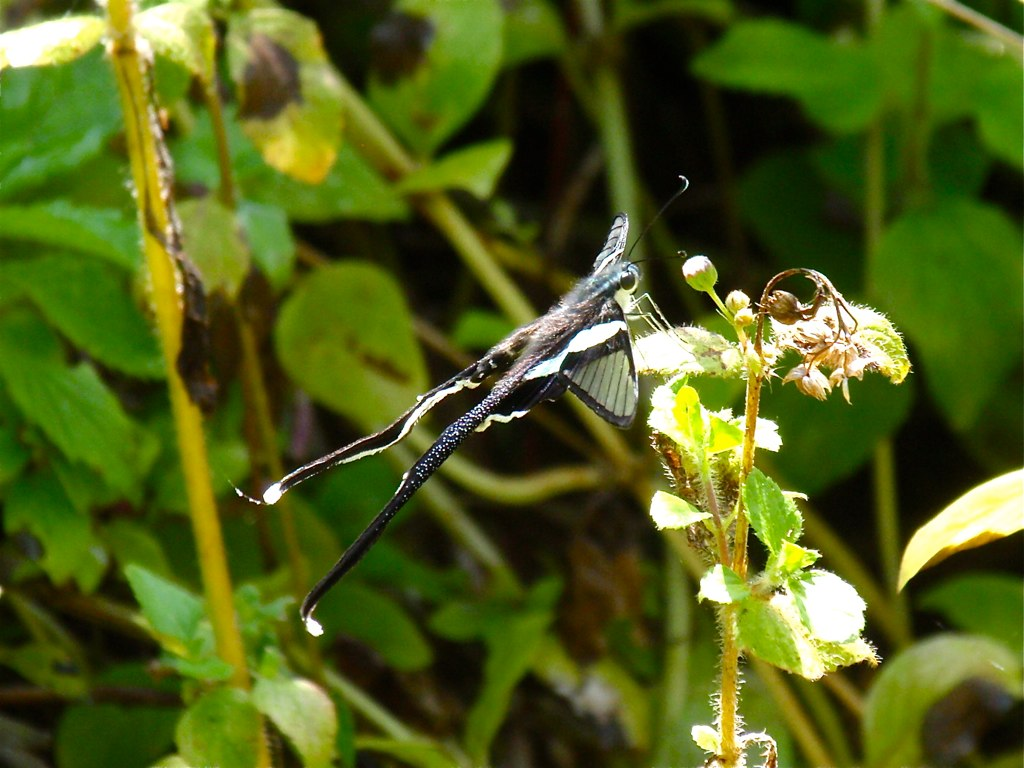
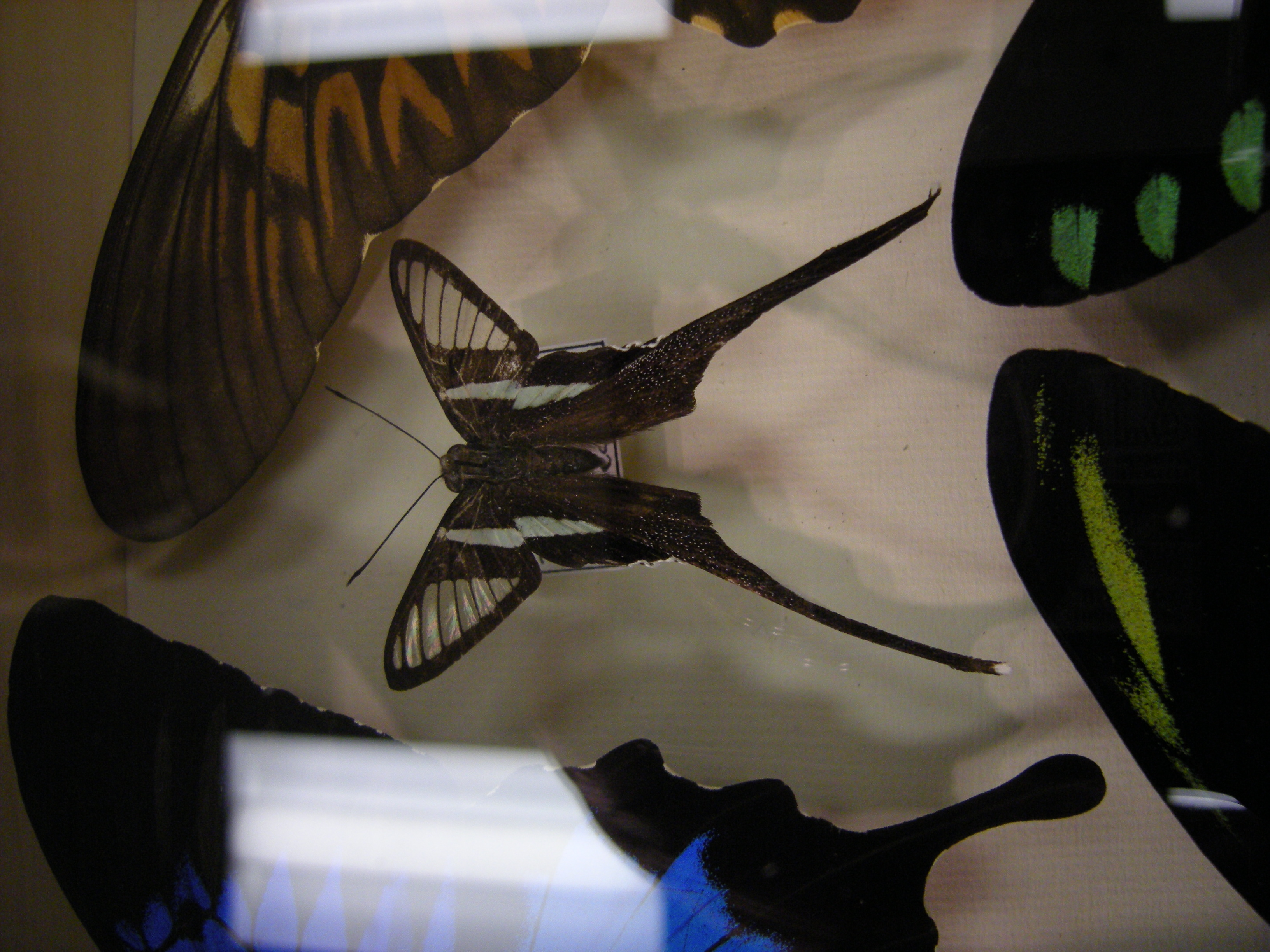